# Brochymena arborea
Brochymena arborea är en insektsart som först beskrevs av Thomas Say 1825.  Brochymena arborea ingår i släktet Brochymena och familjen bärfisar. Inga underarter finns listade i Catalogue of Life.